# Крістофер Томас Гауелл
Крістофер Томас Гауелл (англ. Christopher Thomas Howell; 7 грудня 1966) — американський актор, також відомий, як Сі Томас Гауелл (англ. C. Thomas Howell)

## Життєпис
Крістофер Томас Гауелл народився 7 грудня 1966 року у місті Лос-Анджелес, штат Каліфорнія, США. Батьки Кендіс і Крістофер Гауелл. У нього є дві сестри Стейсі і Кенді, та брат Джон. Його батько працював координатором трюків і учасником родео. Ще змалку Гауелл хотів бути каскадером і вже тоді виконував трюки за молодих акторів. Його називали найкращим ковбоєм в Асоціації родео серед юнаків Каліфорнії (1978—1980). Вперше на екрані він з'явився в 1970 році на «Шоу Брайана Кіта» (англ. The Brian Keith Show), потім знімався в рекламних роликах, а свою першу роль зіграв у телефільмі 1977 року «Одного разу в Різдво» (англ. It Happened One Christmas).
У кіно Гауелл дебютував у картині Стівена Спілберга «Іншопланетянин» (1982). Вдало зіграв роль Поні Боя у фільмі Френсіса Форда Копполи «ІзгоЇ» (1983).
Крістофер Томас Гауелл у 1989 році одружився з акторкою Рей Дон Чонг, а вже 1990 року вони розлучилися. Вдруге одружися у 1992 році з Сільвією Андерсон, у них народилося троє дітей.

## Фільмографія
- 1982 — Іншопланетянин / E.T. The Extra-Terrestrial
- 1983 — Ізгої / The Outsiders
- 1984 — Грендв'ю, США / Grandview, U.S.A.
- 1984 — Червоний світанок / Red Dawn
- 1986 — Свій в дошку / Soul Man
- 1986 — У рідні краї / Into the Homeland
- 1986 — Попутник / The Hitcher
- 1989 — Повернення мушкетерів / The Return of the Musketeers
- 1995 — Розплата / Payback
- 1996 — Малюк Нельсон / Baby Face Nelson
- 1996 — Ліквідатор / The Sweeper
- 1999 — Замовлений убивця / Hitman's Run
- 2001 — Максимальний екстрим / XCU: Extreme Close Up
- 2003 — Попутник 2 / The Hitcher II: I've Been Waiting
- 2005 — Зоряний загін: Війна на Марсі / Crimson Force
- 2005 — Скляний мурашник / Glass Trap
- 2005 — Пригоди «Посейдона» / The Poseidon Adventure
- 2006 — Хобокенське пустище / Hoboken Hollow
- 2007 — Будинок з привидами / The Haunting of Marsten Manor
- 2008 — Війна світів 2: Наступна хвиля / War of the Worlds 2: The Next Wave
- 2008 — Хроніка затемнення / Mutant Vampire Zombies from the 'Hood!
- 2008 — Коли Земля зупинилася / The Day the Earth Stopped
- 2009—2013 — Південна територія — Білл «Дьюї» Дудек
- 2012 — Нова Людина-павук / The Amazing Spider-Man